# Ambleville (Charente)
Ambleville ist eine ehemalige südwestfranzösische Gemeinde mit 159 Einwohnern (Stand 1. Januar 2022) im Charente in der Region Nouvelle-Aquitaine.
Der Erlass vom 28. September 2021 legte mit Wirkung zum 1. Januar 2022 die Eingliederung von Ambleville als Commune déléguée zusammen mit der früheren Gemeinde Lignières-Sonneville zur neuen Commune nouvelle Lignières-Ambleville fest.

## Lage
Ambleville liegt in einer Höhe von etwa 40 bis 50 Metern ü. d. M. etwa 17 Kilometer südöstlich von Cognac.
Umgeben wird Ambleville von den Nachbargemeinden und der delegierten Gemeinde:
|           | Juillac-le-Coq                              |                                         |
| Verrières | Kompassrose, die auf Nachbargemeinden zeigt | Lignières-Sonneville (Commune déléguée) |
|           | Criteuil-la-Magdeleine                      |                                         |

## Bevölkerungsentwicklung
| Jahr      | 1962 | 1968 | 1975 | 1982 | 1990 | 1999 | 2006 | 2013 | 2022 |
| --------- | ---- | ---- | ---- | ---- | ---- | ---- | ---- | ---- | ---- |
| Einwohner | 326  | 332  | 286  | 234  | 215  | 217  | 220  | 184  | 159  |

Bei der ersten Volkszählung in Frankreich im Jahre 1793 hatte der Ort 345 Einwohner; um die Mitte des 19. Jahrhunderts waren es etwa 450. Als Nachwirkung der Reblauskrise ging die Bevölkerungszahl Ende des 19. und zu Beginn des 20. Jahrhunderts wieder auf etwa 350 zurück.

## Wirtschaft
Die Landwirtschaft und vor allem der Weinbau spielten in den Dörfern der Charente immer schon eine wichtige Rolle. Während Getreide, Gemüse und Ölsaaten (Sonnenblumen) vorwiegend für den eigenen Bedarf angebaut wurden, konnte man mit dem Wein- (später auch Branntwein-) Export nach England, Schottland und andere Länder Nordeuropas gutes Geld verdienen, wobei sich allerdings die Weinbauern mit dem geringeren Teil des Verdienstes begnügen mussten. Heute gehört das Südufer der Charente bei Ambleville zur Lage der Grande Champagne innerhalb des großen Anbaugebiets der Cognac-Weine.

## Geschichte
Auf dem Gebiet der Gemeinde wurden neolithische Kleinfunde gemacht; römische oder gallorömische Zeugnisse wurden bislang nicht entdeckt. Wie die örtliche Kirche zeigt, war Ambleville im Mittelalter besiedelt; für das Jahr 1239 ist auch ein gewisser Ramnulphe d’Ambleville urkundlich belegt und für das Jahr 1311 ein Arnaud d’Ambleville; ein weiterer Seigneur d’Ambleville war Waffengefährte von Jeanne d’Arc. Doch von den Ereignissen des Hundertjährigen Krieges (1337–1453), der Hugenottenkriege (1562–1598) der Französischen Revolution blieb der Ort weitestgehend unberührt.

## Sehenswürdigkeiten

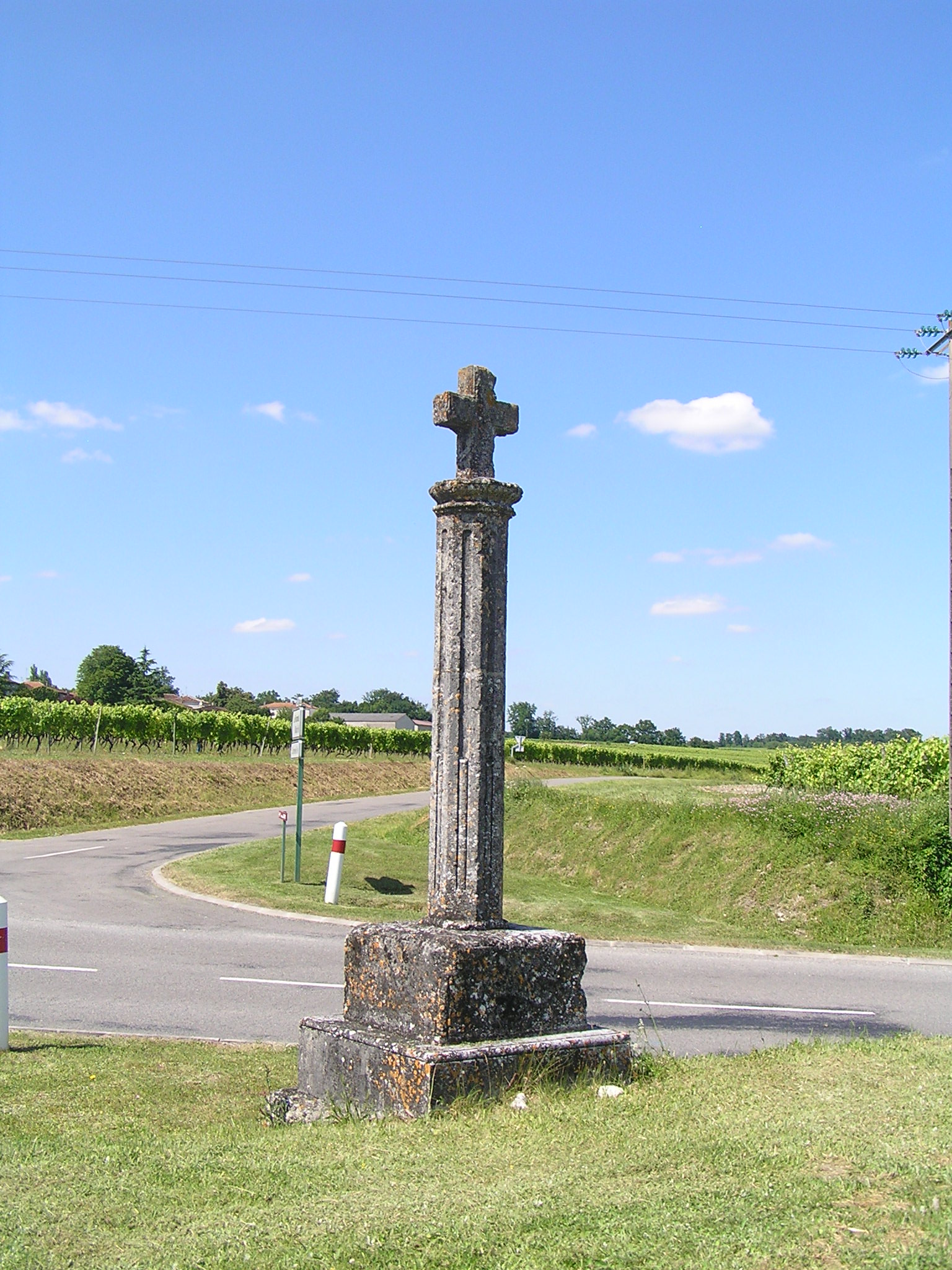
Wegkreuz

- Die Kirche Saint-Pierre aus dem 12. Jahrhundert war ursprünglich eine Prioratskirche der Benediktiner und stand in Abhängigkeit von der Abtei von Baignes. Die – im Gegensatz zum Langhaus – aus exakt behauenen Steinen gefügte Westfassade spielt mit dem im Südwesten Frankreichs häufig anzutreffenden Motiv dreier Bögen, die hier nach oben gerückt sind. Die Portalzone ist dagegen nur einbogig und zeigt ein mehrfach zurückgestuftes, tympanonloses und nichtfigürliches Archivoltenportal. Das einschiffige Kircheninnere wird von einem Tonnengewölbe überspannt; Außenwände und Gewölbe sind verputzt. Vierungsbereich und spätgotischer rippengewölbter Flachchor sind durch einen hohen Chorbogen vom Langhaus abgetrennt – der Chorbogen übernimmt auch stützende Funktionen und fängt die Last des Vierungsturms ab. Der Kirchenbau wurde im Jahr 1984 als Monument historique[2][3] anerkannt.
- Vom etwa einen Kilometer nördlich gelegenen ehemaligen Schloss (Château d’Ambleville) aus dem 14. Jahrhundert sind – nach den Zerstörungen während des Volksaufstands gegen die Salzsteuer (gabelle) (1548) – nur spärliche Reste in den Grundmauern eines Gutshofes erhalten, aber selbst diese wurden im Jahr 1986 als Monument historique[4] unter Schutz gestellt.
- Unweit des Ortes stehen mehrere Brunnen (puits) und Waschhäuser (lavoirs).
- An einer Wegkreuzung erhebt sich ein Wegkreuz aus dem 19. Jahrhundert(?), dessen oktogonaler Schaft mit Kannelierungen, die im unteren Bereich gefüllt sind (sog. 'Pfeifen'), versehen ist. Es wurde im Jahr 1986 als Monument historique[5] eingetragen.

## Persönlichkeiten
Jacques Roux, ein Vikar aus Ambleville, dem man den Spitznamen Curé Rouge gab, begleitete König Ludwig XVI. am 21. Januar 1793 auf seinem Weg zur Guillotine.